# NZV8's
De NZV8's is de grootste autosport klasse in Nieuw-Zeeland. De klasse is bedacht in 1994. Het is vergelijkbaar met de V8 Supercars. Sommige voormalige V8 Supercars coureurs rijden nu in deze klase. Er zijn twee constructeurs in deze klasse: Ford Falcon en Holden Commodore. Elk seizoen zijn er meer dan 30 deelnemers. Dit kampioenschap wordt in de Europese winter verreden, dat betekent dat er een jaarwisseling in zit.

## De auto
De auto's hebben allebei een 5.0L V8. De auto's gebruiken een carburateur, in plaats van brandstof injectie. Er zit een toeren limiet op van 6400rpm. De auto heeft een topsnelheid van ongeveer 240km/u. Dunlop is het enige bandenmerk in de klasse, zij voorzien de teams van race slicks. Ze gebruiken Wilwood geventileerde schijfremmen. Het minimum gewicht is 1420kg, inclusief coureur. Het kost ongeveer NZ$100,000 om zo'n auto te bouwen.

## Kampioenen
| Jaar      | Coureur       | Punten |                     |
| --------- | ------------- | ------ | ------------------- |
| 1997/1998 | G. Taylor     |        |                     |
| 1998/1999 | W. Huxford    |        |                     |
| 1999/2000 | Mark Pedersen | 129    |                     |
| 2000/2001 | Paul Manuell  | ?      |                     |
| 2001/2002 | A. Stichbury  | ?      |                     |
| 2002/2003 | Mark Pedersen | ?      |                     |
| 2003/2004 | Andy Booth    | ?      |                     |
| 2004/2005 | Andy Booth    | ?      | Team                |
| 2005/2006 | Kayne Scott   | 1210   | Fujitsu Racing Team |
| 2006/2007 | John McIntyre | 1104   | Ford Drivers        |
| 2007/2008 | John McIntyre | 1004   |                     |